# Neferkare
Neferkare – domniemany władca starożytnego Egiptu z II dynastii

## Lata panowania
2749-2744 p.n.e. (Kwiatkowski)
O jego panowaniu nie wiemy nic. Nieznane są żadne zabytki z okresu panowania tego władcy. Wymienia go tylko Lista Królów z Sakkary i Kanon Turyński. U Manetona występuje jako Nefercheres. 
Niektóre klasyfikacje podają go jako samodzielnego władcę, umiejscawiając go między Peribsenem i Chasechemem / Chasechemui wraz z Neferkasokarem i „Hudżefą” I, inne wiążą go z pozostałymi, znanymi władcami (klasyfikacja z Cambridge utożsamia go z Chasechemem), natomiast niektóre nie podają jego imienia wcale.